# 5-й микрорайон (Дмитров)
5-й микрорайон (5-й Северный микрорайон) — новый многоэтажный жилой микрорайон на севере города Дмитрова Московской области. Строительство началось в начале 2000-х годов.

## Расположение
На юге граничит с микрорайоном ДЗФС, на севере-востоке располагается село Подчерково с частной застройкой. Ещё севернее — бывший посёлок Каналстрой.
Промзона микрорайона с железнодорожной веткой Савёловской железной дороги располагается на западе, через Профессиональную улицу. Далее протока Старая Яхрома и канал имени Москвы.
Располагается в пойме реки Яхрома. Со склона стекает безымянный ручей с небольшим прудом, который впадает в протоку Старая Яхрома.

## История
Профессиональная улица ранее называлась Кашинской и связывала Дмитров с Кашином. Территория ранее относилась к Подчёрковской волости.

### Строительство канала имени Москвы
Активный период застройки запада будущего микрорайона связан со строительством канала Волга — Москва в 1932—1937 годах для снабжения Москвы питьевой водой. Строительство вели заключённые сформированного для этих целей Дмитлага.
В состав Дмитлага входили несколько производств, в том числе и Лесозавод 1-го участка Центрального района, который был сформирован 1932 году. Из оборудования был только односторонний обрезочный станок, остальные работы выполнялись с помощью топоров, пил и других ручных инструментов. Завод поставлял пиломатериалы для опалубки элементов насосных станций, шлюзов, свай.
После завершения строительства из Дмитлага выделяется несколько предприятий, в том числе и Лесозавод. Память об этом (топоним) сохранилась в названии улицы микрорайона — Лесозавод. Несколько частных домов сохранилось на этой улице. После его преобразования на этой территории располагается Дмитровский деревообрабатывающий завод.
В 1938 году после завершения строительства канала из Дмитлага был выделен ИТЛ Дмитровского механического завода, в который вошёл Лесозавод и другие предприятия и посёлки Дмитлага. ИТЛ просуществовал до 1940 года.
В октябре 1953 года строительство на бывшей территории Дмитлага завода «Стройдеталь» (Дмитровский экспериментальный механический завод). Инфраструктура, сохранившаяся при строительстве канала, была использована для размещения данной промышленной площадки. Котельная, принадлежащая Дмитровскому экспериментальному механическому заводу, в дальнейшем стала после модернизации использоваться в для отопления домов микрорайона.
8 августа 1959 года согласно решению № 955 Мособлисполкома территория лесозавода, экспериментально-механического завода входит в границы города Дмитрова. Территория бывшего лесозавода (деревообрабатывающего завода) и Дмитровского экспериментального механического завода на данный момент входят в промзону микрорайона (западная часть).

### Дмитровский деревообрабатывающий завод
В промзоне микрорайона располагается Дмитровский деревообрабатывающий завод.
Дмитровский деревообрабатывающий завод занимался производством погонажных изделий, пиломатериалов, а также деревянных оконных блоков для различных домостроительных предприятий Московской области. Таких как ДДСК, Клинский ССК, Воскресенский ДСК и других.
В 1970-х годах предприятие входило в «Главмособлстройматериалы». У предприятия была выделенная железнодорожная ветка, куда поступало сырьё.

### Микрорайон Дмитрова

Общий вид со Спасской улицы на основные дороги 5-го Северного микрорайона. 2019 г.

Строительство нового микрорайона было начато в начале 2000-х годов. Были построены первые многоэтажные дома по улице Спасской и Архитектора Белоброва. Улицы получили название в ходе строительства нового микрорайона. Построены здания магазина «Магнит» и другие торговые помещения.
Начало строительства можно считать присоединением бывшей территории района к городу (соседний посёлок ДЗФС был официально присоединён в 2002 году).
Планировалось помимо многоквартирных домов и торговых площадей построить социальную инфраструктуру: детские сады, школы, поликлинику, спортивный комплекс, подземные парковки. Также планировалось создать искусственное озеро. Пока построена только школа. Жителям новых домов приходится пользоваться детским садом соседнего микрорайона ДЗФС.
Долгострой по Спасской улице, дом 6а, был сдан в конце 2017 года.
Монолитно-кирпичные дома (Г-образная форма), расположенные напротив Профессиональной улицы (д. 167, 169), до сих пор не сданы.
В 2018 году была организована новая автобусная остановка «Улица Архитектора Белоброва».
В конце 2022 года в микрорайоне началось строительство современной школы на 1100 человек. Планируется её постройка в конце 2023 года. На территории, прилегающей к школе планируется благоустройство.
В 5-м микрорайоне планируется построить универсальный комплексный центр социального обслуживания населения (первая очередь).

## Улицы микрорайона
- Архитектора В. В. Белоброва
- Спасская
- Лесозавод
- Дорожный проезд (частично)
- Профессиональная (частично)

## Учреждения и организации
- Инженерная школа
- ЗАО «Дмитровский деревообрабатывающий завод»
- ОАО «Дмитровский экспериментальный механический завод»
- ООО «Дмитровский механический завод»